# キズナエンターテイメント
株式会社キズナエンターテイメント（KIZUNA ENTERTAINMENT Inc.）とは、楽曲制作、提供、イベント、コンサート制作のほか、アーティストのプロモーションを請け負っている制作会社である。

## 概要
1993年、主にラジオ番組制作、タレントマネジメントをする会社として設立。主な制作番組としてFMラジオ放送局レインボータウンFM79.2 Mhzにて放送されたインディーズ音楽専門番組「インディーズナイト」などがある。
のちに、楽曲制作、イベント制作、アーティストプロモーションなどに主軸が変遷し、2004年よりプロダクション事業にも参入し、アーティストマネジメント事業も開始した。
野外コンサート制作等も行っており、2005年に沖縄県宜野湾市野外劇場にて、2007年8月には静岡県熱海市にて野外コンサートを行っている。
「あらしのよるに」プロデュースなどを行う獏エンタープライズとは業務提携の関係にある。

## グループ企業
- SOUND HEARTS（レーベル）

## 沿革
- 1993年 - 設立
- 2009年 - 本社所在地を目黒区から世田谷区に移す。

## 主な所属アーティスト
- 梨海

## 主な所属・契約プロデューサー
- 原田真二（シンガーソングライター／音楽プロデューサー）
- コモリタミノル（作曲・編曲家／音楽プロデューサー）
- 柴田康夫（音楽プロデューサー）